# Congrés Internacional de Matemàtics
El Congrés Internacional de Matemàtics (International Congress of Mathematicians, ICM en anglès) és el congrés més important en la comunitat matemàtica. Se celebra cada quatre anys sota els auspicis de la Unió Matemàtica Internacional.
En el congrés de 1900 a París, França, David Hilbert va anunciar la seva famosa llista de 23 problemes oberts en matemàtiques, ara anomenats els problemes de Hilbert. Al Congrés de 1998 van assistir 3.346 participants. El programa va consistir en 21 hores de lectures plenàries i 169 45-minuts de lectures convidades de temes especialitzats donades per matemàtics distingits seleccionats pels organitzadors del Congrés.
Addicionalment, cada participant pot presentar el seu treball en 15 minuts d'exposició o a través d'un cartell. L'American Mathematical Society informa que més de 4.500 participants assistiren al congrés de 2006 a Madrid. El Rei d'Espanya presidi la cerimònia inaugural. Durant el congrés, es lliuren els principals premis matemàtics, la tradicional Medalla Fields i el Premi Nevanlinna en l'àrea de la Informàtica Teòrica. Des de 2006 es concedeix també el premi Carl Friedrich Gauss per contribucions rellevants a la Matemàtica Aplicada.
La igualtat entre homes i dones ha estat progressiva des del primer congrés fins a l'actualitat. A l'edició de 2018, Maryam Mirzakhani guanyà la Medalla Fields el 2014.

## Llista de congressos
| - 1897: Zúric (Suïssa) - 1900: París (França) - 1904: Heidelberg (Alemanya) - 1908: Roma (Itàlia) - 1912: Cambridge (Regne Unit) - 1920: Estrasburg (França) - 1924: Toronto (Canadà) - 1928: Bolonya (Itàlia) - 1932: Zúric (Suïssa) - 1936: Oslo (Noruega) - 1950: Cambridge (Massachusetts, Estats Units) - 1954: Amsterdam (Països Baixos) - 1958: Edimburg (Regne Unit) - 1962: Estocolm (Suècia) - 1966: Moscou (Unió Soviètica) | - 1970: Niça (França) - 1974: Vancouver (Canadà) - 1978: Hèlsinki (Finlàndia) - 1982 (realitzat en 1983): Varsòvia (Polònia) - 1986: Berkeley (Califòrnia, Estats Units) - 1990: Kioto (Japó) - 1994: Zúric (Suïssa) - 1998: Berlín (Alemanya) - 2002: Pequín (Xina) - 2006: Madrid (Espanya) - 2010: Hyderabad (Índia) - 2014: Seul (Corea del Sud) - 2018: Rio de Janeiro (Brasil) - 2022: Sant Petersburg (Rússia) - 2026: Filadèlfia (Pennsilvània, Estats Units) |